# Haploniscus nondescriptus
Haploniscus nondescriptus är en kräftdjursart som beskrevs av Menzies1962. Haploniscus nondescriptus ingår i släktet Haploniscus och familjen Haploniscidae. Inga underarter finns listade i Catalogue of Life.